# Elizaveta Maximová
Elizaveta Maximová (* 16. března 1992 Kazaň) je česká filmová a divadelní herečka.

## Život
Narodila se v ruské Kazani, ale od dětství žije v Praze, kde vystudovala činoherní herectví na Divadelní fakultě Akademie múzických umění (DAMU) pod vedením Jany Hlaváčové, Ladislava Mrkvičky a Marka Němce. Během studií na DAMU hostovala v Národním divadle ve hře Kámen od Mayenburga, účinkovala v anglicky mluvených inscenacích Prague Shakespeare Company a hrála v hlavních rolích studentských filmů Atlantis, 2003 (režie Michal Blaško) a 128k (režie Ondřej Erban), které byly uvedeny v sekci Cinéfondation na festivalu v Cannes. Její první hlavní ženskou televizní rolí byla vražedkyně Lili v minisérii Spravedlnost (režie Peter Bebjak). Následovaly výrazné postavy v minisériích a seriálech Božena (Karolína Světlá), Trpaslík (roztleskávačka Irena), Vlastně se nic nestalo (tvůrkyně na OnlyFans Andrea), Děcko (expresivní influencerka Beáta), Bora (éterická ezoterička Janovská) nebo Herec (komunistka Marta Švarcová), za kterou byla nominována na Českého lva. V televizním filmu Stockholmský syndrom hrála oběť únosu Kláru Oseckou. Mezi její filmové role patří snímky Hra (režie Alejandro Fernández Almendras), Světýlka, Přání Ježíškovi, Erhart nebo Nebelkind. V roce 2025 bude uveden televizní film Jiřího Stracha Máma (ČT), kde ztvární hlavní roli mentálně postižené mámy Lilian. Je autorkou sloupku Last Page – Elizaveta píše v magazínu ELLE.

## Filmografie

### filmy
2026    Medvědi, režie Beata Parkanová
2025    Máma (TV film), režie Jiří Strach
2024    Matka v trapu, režie Hana Hendrychová 
           Nebelkind – Konec mlčení, režie Tereza Kotyk 
           Svatá (TV film), režie Jiří Strach
Světýlka, režie Beata Parkanová
2022    Erhart, režie Jan Březina
           Hranice lásky, režie Tomas Wiński  
           Oběť, režie Michal Blaško
2021    Je suis Karl, režie Christian Schwochow 
           Kryštof, režie Zdeněk Jiráský
           Matky, režie Vojtěch Moravec
           Přání Ježíškovi, režie Marta Ferencová
2020    Modelář, režie Petr Zelenka
           Stockholmský syndrom (TV film), režie Dan Svátek
2019    Hra, Alejandro Fernández Almendras 
           Uzly a pomeranče, režie Ivan Pokorný
2018    Doktor Martin: Záhada v Beskydech, režie Petr Zahrádka
           Dívka za zrcadlem (TV film), režie Andrea Sedláčková
2017    Zahradnictví: Dezertér, režie Jan Hřebejk

### seriály
2025    Bora, režie Marek Najbrt, Zuzana Marianková
           Děcko, režie Rozálie Kohoutová, Radim Špaček
           Noční operatér, režie Jitka Bártů
2024    Jedna rodina, více režisérů
           Polda, režie Jaroslav Fuit
           Stíny v mlze, režie Radim Špaček
           Vlastně se nic nestalo, režie Jan Vejnar
           Vytoč mého agenta, režie Michal Blaško, Jakub Machala 
2023    Docent, režie Jiří Strach
           Jedna rodina, více režisérů
Místo zločinu České Budějovice, režie Jiří Chlumský, Jan Hřebejk  
2022    Chlap, více režisérů
           Guru, režie Biser A. Arichtev
           Podezření, režie Michal Blaško
           Polda, režie Jaroslav Fuit
           Případy 1. oddělení, více režisérů  
           Totems, režie Olivier Dujols, Juliette Soubrier 
2021    Allmen, režie Thomas Berger, Sinje Köhler 
           Božena, režie Lenka Wimmerová
           Polda, režie Jaroslav Fuit
           Zločiny Velké Prahy, režie Jaroslav Brabec   
2020    Herec, režie Peter Bebjak
           Místo zločinu Ostrava, více režisérů  
           Polda, režie Jaroslav Fuit
2019    Strážmistr Topinka, režie Petr Zahrádka
2018    Polda, režie Jaroslav Fuit 
           Specialisté, více režisérů  
2017    Dáma a Král, režie Vratislav Šlajer, Štefan Titka 
           Kapitán Exner, režie Vít Karas, Ivan Pokorný
           Polda, režie Jaroslav Fuit
           Spravedlnost, režie Peter Bebjak
           Trpaslík, režie Jan Prušinovský
2016    Ohnivý kuře, více režisérů
           Polda, režie Jaroslav Fuit
2015    Vraždy v kruhu, režie Ivan Pokorný
2010    Cesty domů, více režisérů
Účinkovala také v dokumentárních a krátkometrážních filmech, hudebním videoklipu a divadelním záznamu.

## Divadelní role
Aktuální inscenace
Činoherní klub: Konsent – režie Šimon Dominik
Dejvické divadlo: Fifty, Elegance molekuly – režie Petr Zelenka
Studio DVA: Beckham – režie Petr Zelenka
OLDstars [H2O – bytové divadlo]: Natašin sen – režie Tomáš Staněk 
Předchozí
OLDstars [H2O – bytové divadlo]: Natašin sen – režie Tomáš Staněk 
Národní divadlo: Kámen
Divadlo Na Fidlovačce: Mezi nebem a zemí, Sen noci svatojánské
Divadlo Na Fidlovačce – Komorní Fidlovačka: Umění vraždy
Studio DVA: Věra
Divadlo NoD: Evropa
Venuše ve Švehlovce: Kopanec
Divadlo DISK: Racek, Opilí, Rituální vražda Gorge Mastromase, Kabaret
Divadlo Letí: Tajemná záře nad Vilou
OLDstars: Žana/Pak bude nový den, Olympia
Divadlo Spektákl: Solaris